# 不丹—美国关系
不丹－美国关系（英語：Bhutan–United States relations）指的是不丹王国与美利坚合众国之间的外交关系，两国从未建交，不丹目前在美国纽约设有不丹王国驻联合国代表团，而美国通过其驻印度大使馆处理对不丹的相关事务。不丹于其他未与美国建交的国家不同，不丹与美国目前尚无敌对关系，两国尚未建交是由于不丹的外交政策受制于印度。
虽然两国都没有共同的外交使团，但由于两国有共同的价值观，两国之间的关系被认为是“友好和亲密的”。印度和美国之间日益增强的联盟也有助于改善美国-不丹的双边关系。

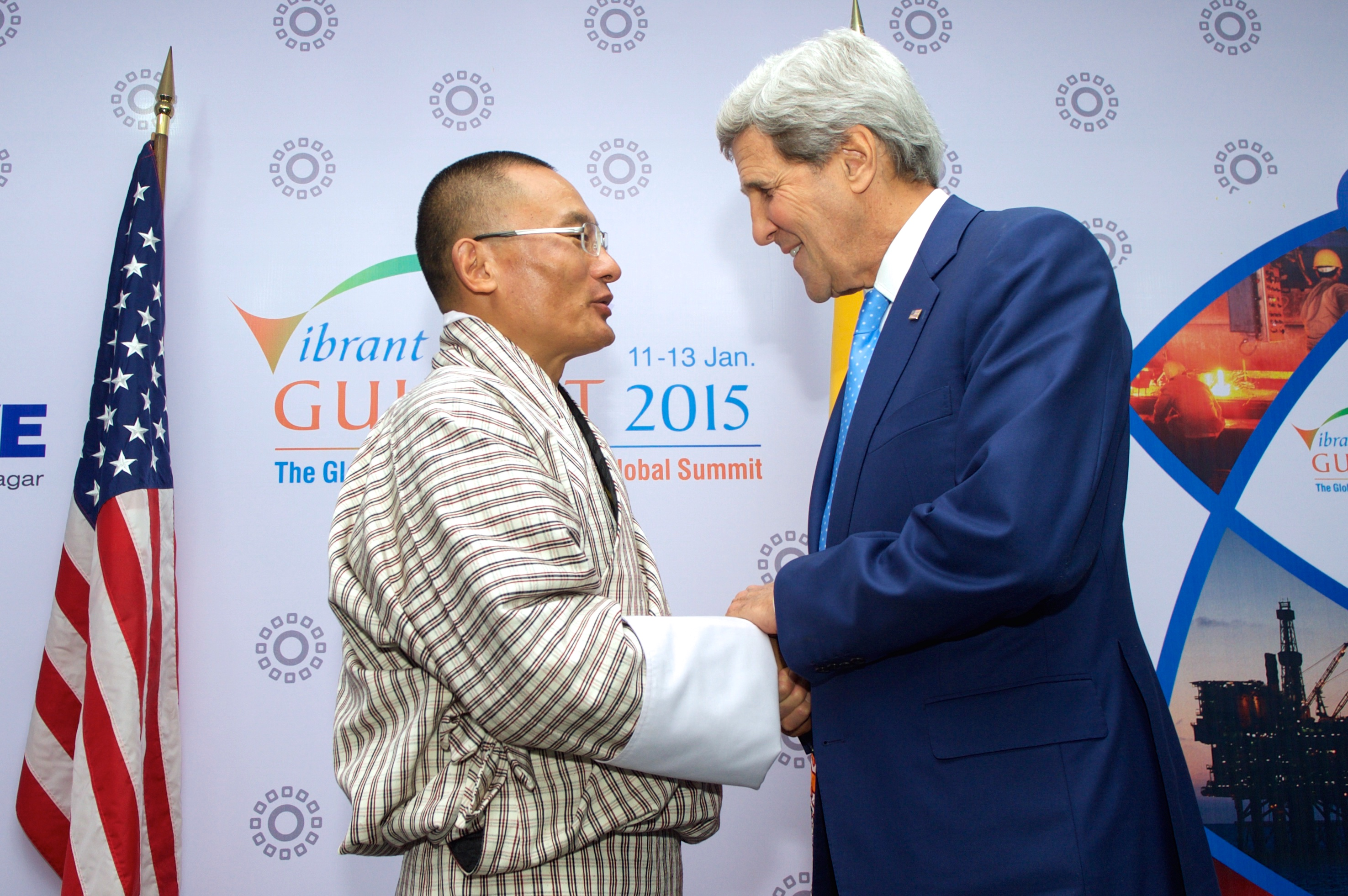
时任不丹首相策林·托杰与时任美国国务卿約翰·福布斯·凱瑞， 2015年

## 历史
美国提出重新安置目前居住在尼泊尔东南部7个联合国难民营的10.7万尼泊尔裔不丹难民中的6万名。